# Trčkův hrad
Trčkův hrad je pozdně středověký hrad v areálu želivského kláštera v obci Želiv. Hrad vystavěli Trčkové z Lípy, kteří získali klášter vypálený za husitských válek a užívali ho jako své sídlo až do konce 16. století. V 17. století se stal součástí obnoveného kláštera.

## Historie
Pozdně gotický hrad byl vystavěn někdy po roce 1468 a jeho součástí byly budovy kláštera, které využíval opat. Po konfiskaci provedené králem Jiřím z Poděbrad připadl Burianu Trčkovi z Lípy, který provedl renesanční úpravy. Jako sídlo sloužil Trčkům z Lípy až do opětovného návratu ke klášteru. V 19. století se zde nacházely musejní sbírky kláštera. Roku 1907 vyhořel, ale ještě do první světové války (v letech 1907–1914) došlo k jeho obnovení a během války v něm byl lazaret a poté dívčí škola. Po roce 1950 sloužil k internaci kněží a řeholníků, od roku 1956 pak tvořil součást psychiatrické léčebny.

## Popis
Jde o dvoukřídlovou budovu s užší jednopatrovou východní a širší dvoupatrovou západní částí. V 1. patře východního křídla se dochoval sál s kazetovým stropem (tzv. kazetový sál) s vyobrazení všech českých madon od Antonína Häuslera z roku 1914. Sálu vévodí freska Narození Páně od Bóžy Dvořáka, na základě motivů a dispozic Mikoláše Alše. Přízemí tvoří lomové neomítnuté zdivo, jednotlivá patra jsou vyzdobena renesančními sgrafity (psaníčka a postavy vojáků) z 2. poloviny 16. století, které byly zrestaurovány roku 1910.
V severní části hradu se nachází bašta, bezprostředně sousedící s opatstvím. V 1. patře v minulosti bývala kaple sv. Kříže z 15. století, v 17. století prošla úpravou a byla zasvěcena Nalezení sv. Kříže. V 18. století došlo k jejímu obnovení a Jan Kalina a S. Nosecký ji vyzdobili freskami. Po požáru v roce 1907 byla zrušená a zachovaly se pouze křížová a valová klenba, lunety a štuková výzdoba ze 17. století.

## Galerie

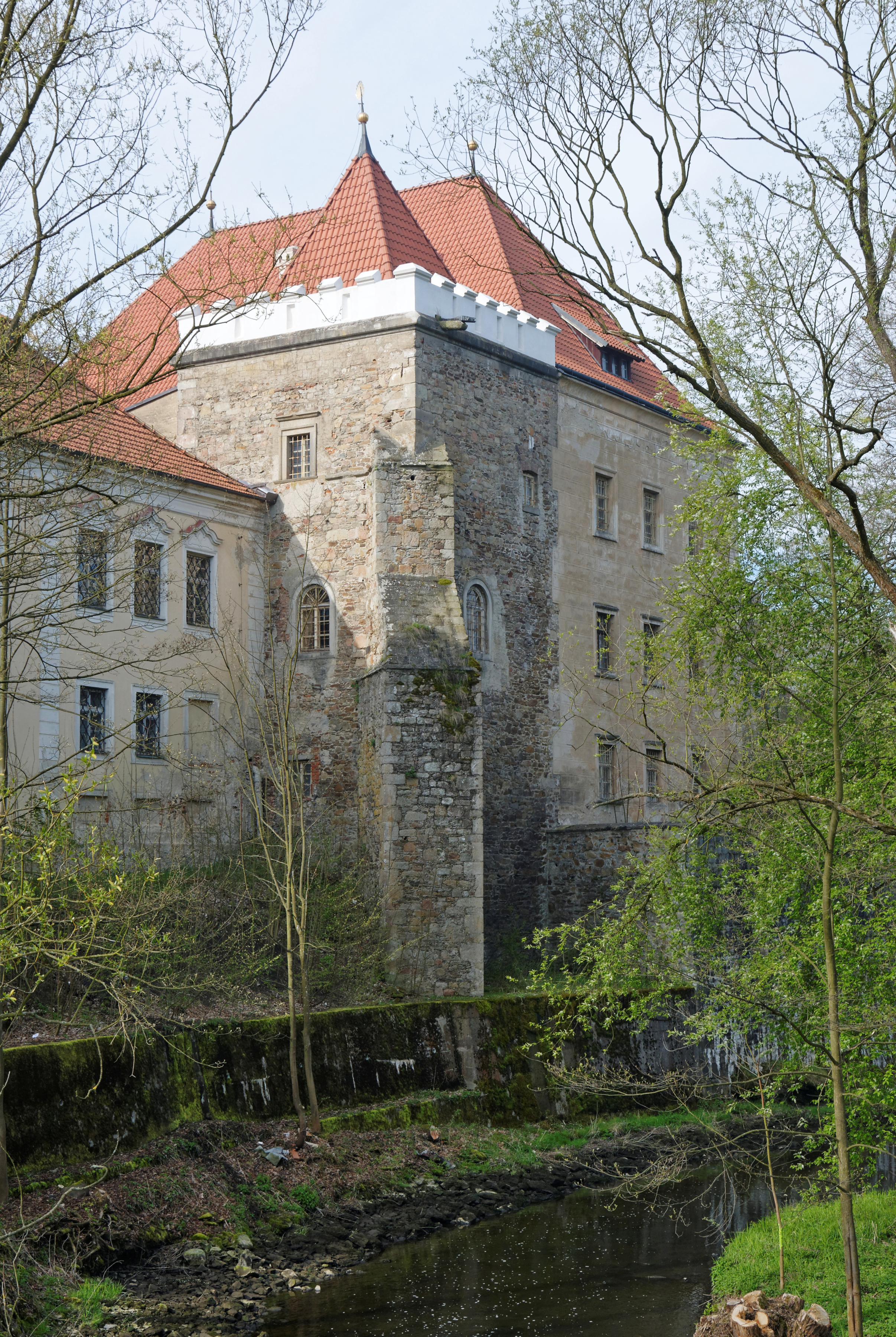
Trčkův hrad, pohled od severovýchodu.
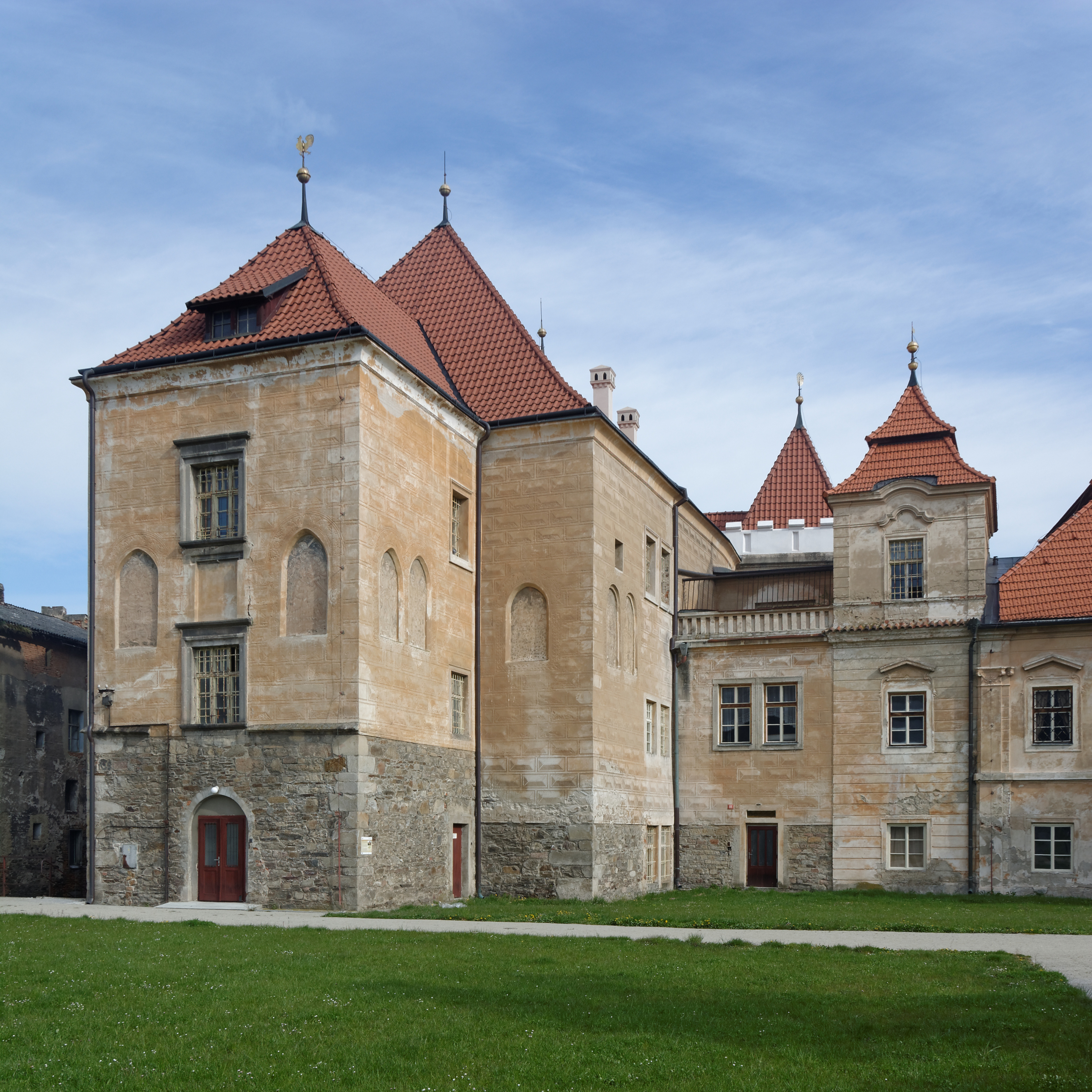
Trčkův hrad, pohled od jihovýchodu.
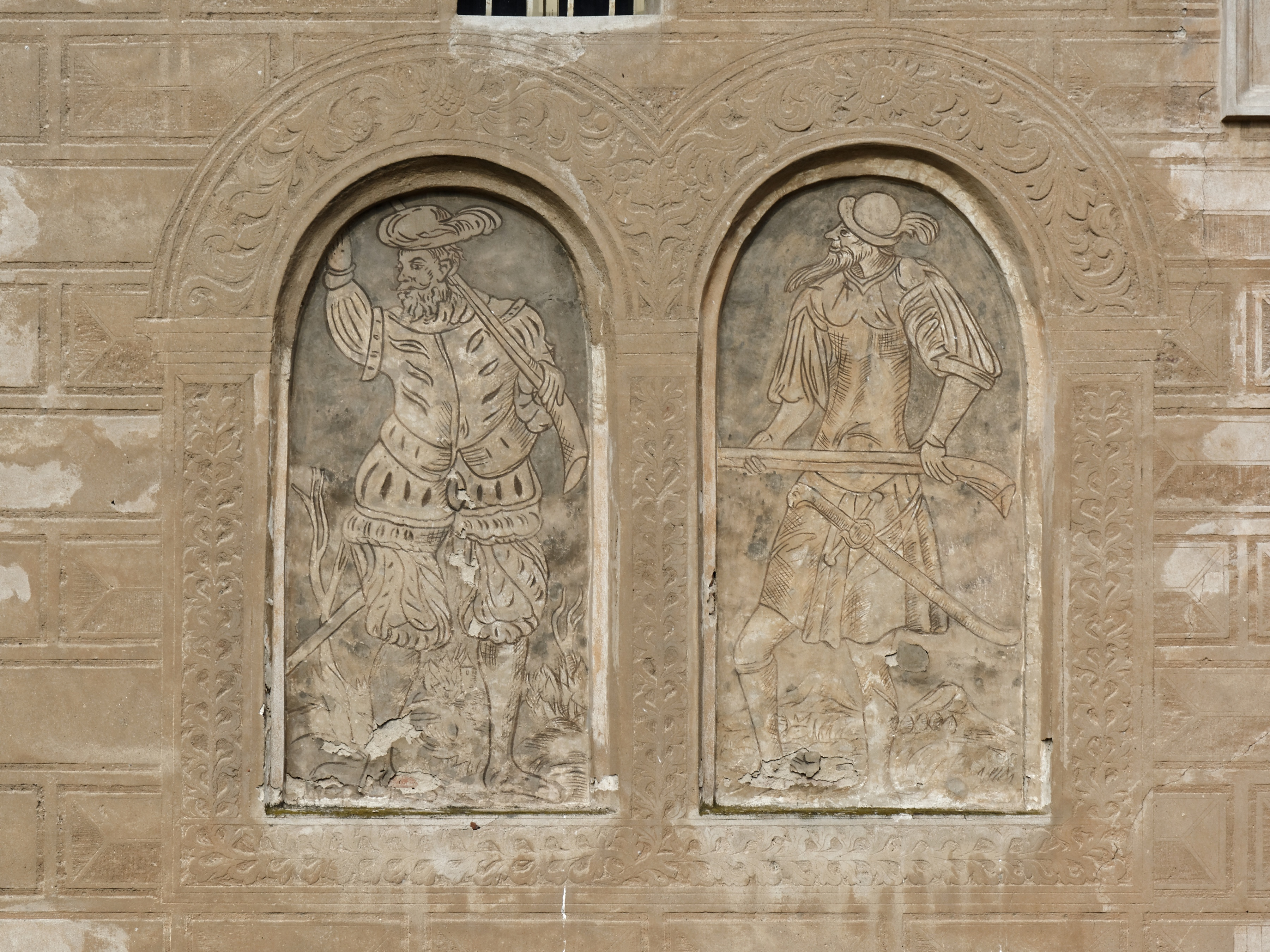
Sgrafito na východním průčelí vlevo.
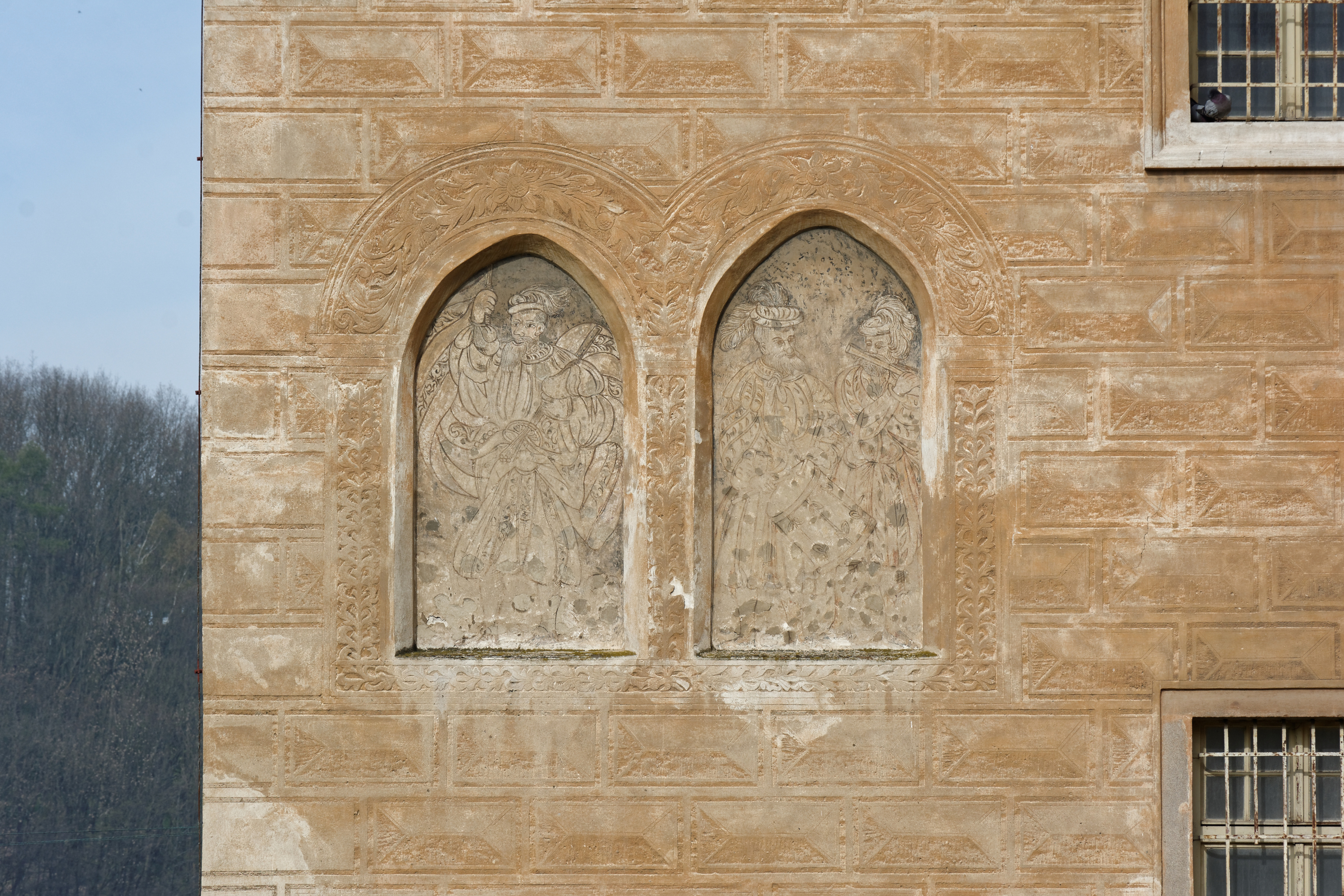
Sgrafito na východním průčelí vpravo.
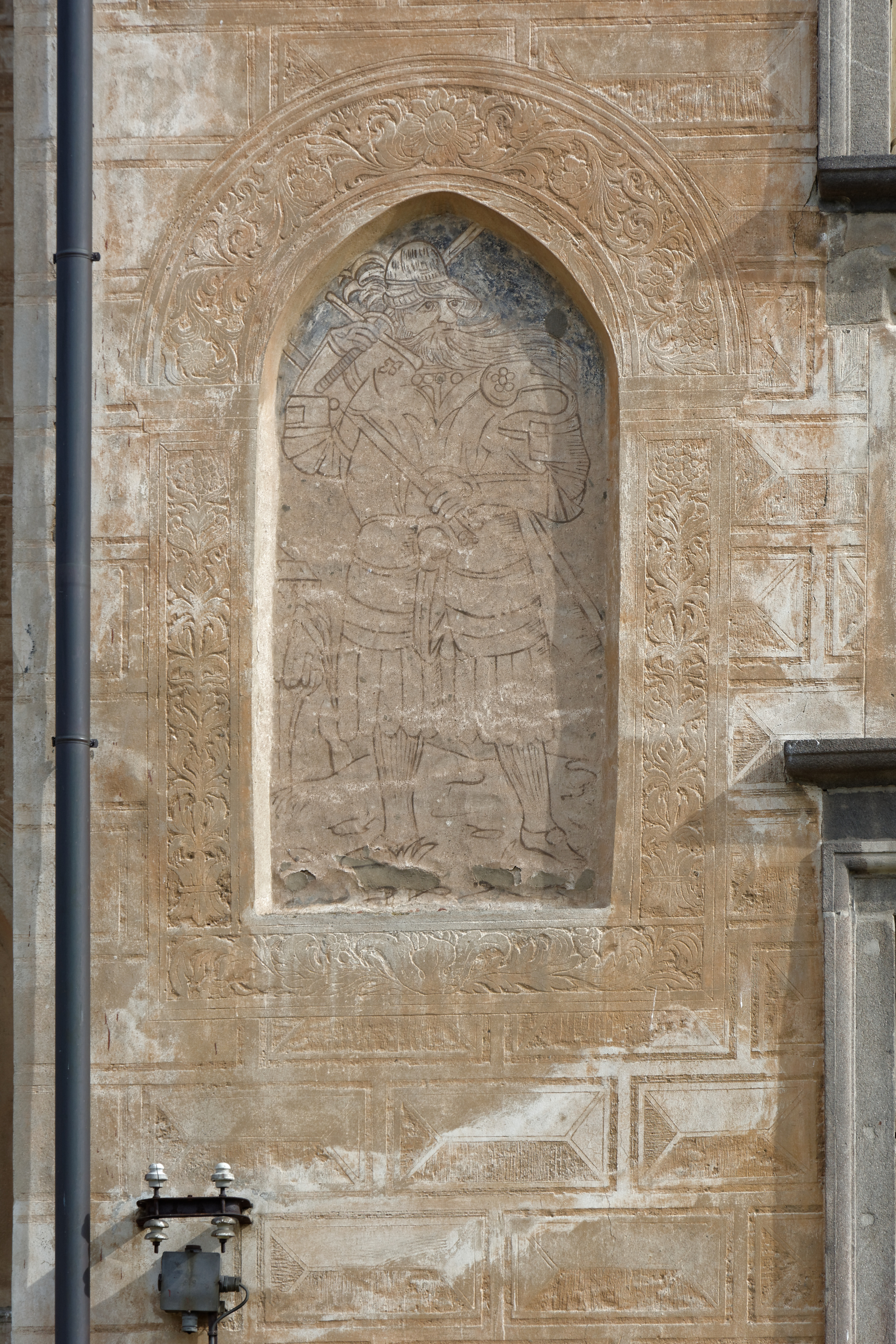
Sgrafito na jižním průčelí vpravo.
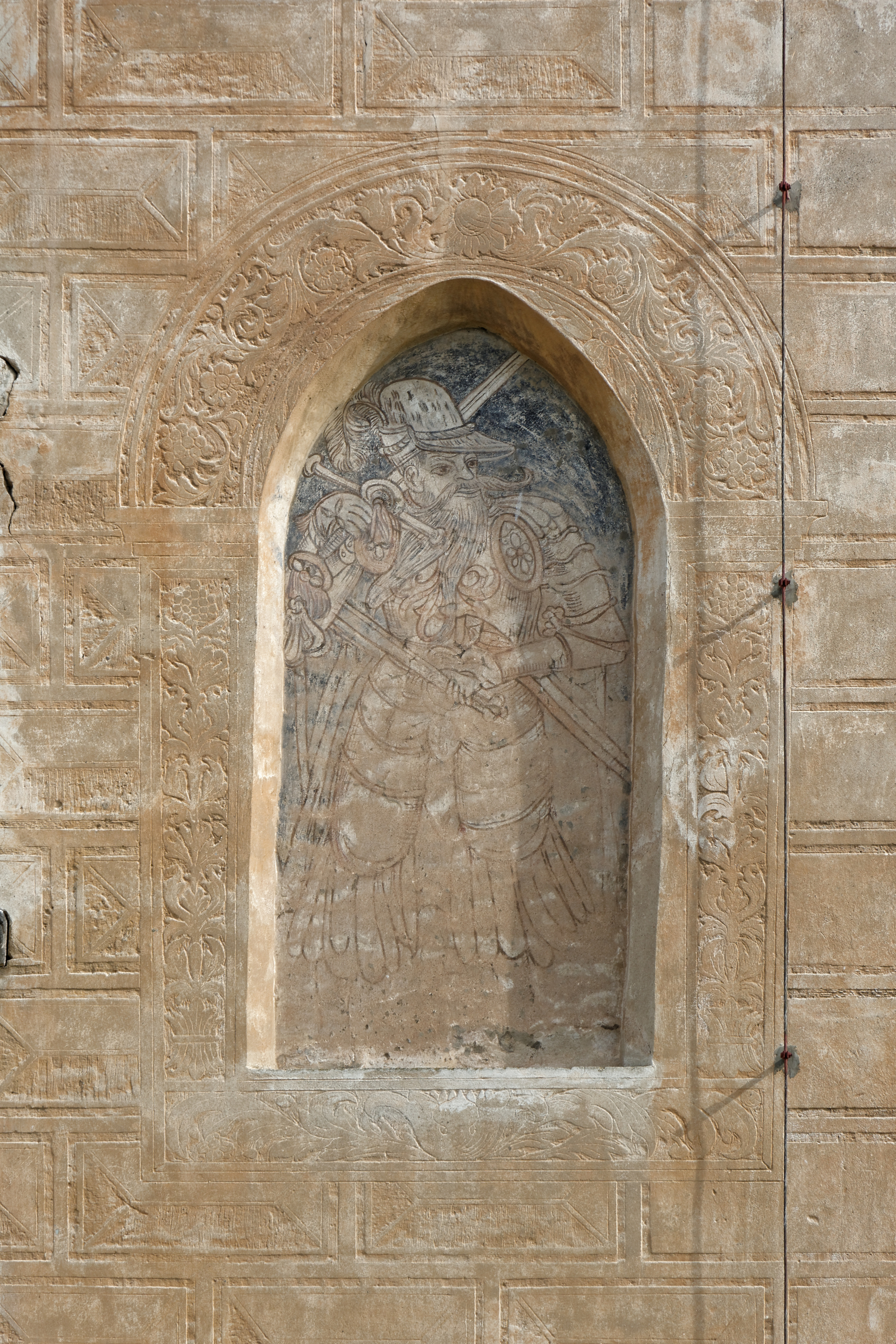
Sgrafito na jižním průčelí vlevo.